# Monsters!
Monsters! is een van oorsprong Engelstalige collectie kaarten in verzamelmappen die ook in het Nederlands verkrijgbaar is. De collectie is verdeeld in zes groepen aan de hand van bepaalde kenmerken. Er zijn kaarten op twee formaten:
1. Kaarten op A4-formaat, met uitgebreide informatie over de monsters. Deze kaarten zijn geperforeerd en passen in eveneens verkrijgbare verzamelmappen. De hele serie beslaat vier of vijf mappen.
2. Kaarten op klein formaat (trading cards). Op één kant van deze kaartjes staan afbeeldingen van 'monsterachtige' dieren, met steeds drie vragen. De ruggen van al deze kaartjes zijn hetzelfde, hierop staat overigens de tekst 'Monster World'. De nummering van deze kaartjes is voor zover bekend identiek aan die van de grote kaarten. Naast de kaarten in de genoemde zes groepen bestaat er ook een kaartje met de titel 'Homo sapiens'. Dit kaartje heeft alleen een spiegelend oppervlak.

De onderstaande Nederlandstalige namen in de lijst zijn de in het boek gebruikte namen. Deze komen niet altijd overeen met de in de literatuur gebruikte namen. 

## Geweldige Griezels
Dit is een allegaartje van dieren met 'vreemde' kenmerken (bijvoorbeeld een bizarre levenswijze of een raar uiterlijk).
- 1. Sidderaal (Electrophorus electricus)
- 2. Vingerdier (Daubentonia madagascariensis)
- 3. Koningsgier (Sarcoramphus papa)
- 4. Coelacanth (Latimeria chalumnae)
- 5. Jacksonkameleon (Chamaeleo jacksonii)
- 6. Vliegend hert (Lucanus cervus)
- 7. Basilisk(Basiliscus sp.)
- 8. Giraffekever (Trachelophorus giraffa)
- 9. Gewone oorworm (Forficula auricularia)
- 10. Kraaghagedis (Chlamydosaurus kingii)
- 11. Steur (fam. Acipenseridae)
- 12. Megamouth (Megachasma pelagios)
- 13. Goudslang (Chrysopelea ornata)
- 14. Cookiecutterhaai (Isistius brasiliensis)
- 15. Woestijnduivel (Moloch horridus)
- 16. Bombardeerkever (Brachinus crepitans)
- 17. Europese veenmol (Gryllotalpa gryllotalpa)
- 18. Axolotl (Ambystoma mexicanum)
- 19. Maleisische gehoornde pad (Megophrys montana)
- 20. Wandelend blad (Phyllium sp.)
- 21. Rafelvis (Phycodurus eques)
- 22. Babiroesa (Babyrousa babyrussa)
- 23. Twijgslang (Thelotornis capensis & T. kirtlandii)
- 24. Spinkrab (fam. Majidae)
- 25. Herculeskever (Dynastes hercules)
- 26. Langoest (Panulirus sp.)
- 27. Reuzensalamander (Andrias davidianus & A. japonicus)
- 28. Pissebed (Porcellio scaber)
- 29. Zeeleguaan (Amblyrhynchus cristatus)
- 30. Andescondor (Vultur gryphus)
- 31. Paradoxale kikker (Pseudis paradoxa)
- 32. Gewone mierenegel (Tachyglossus aculeatus)
- 33. Naakte blindmuis (Heterocephalus blaber)
- 34. Afrikaanse bullfrog (Pyxicephalus adspersus)
- 35. Reuzenzweepschorpioen (Mastigiproctus giganteus)
- 36. Snuitkever (Curculio sp.)
- 37. Zeekomkommer (klasse Holothuroidea)
- 38. Schoenbekooievaar (Balaeniceps rex)
- 39. Murene (fam. Muraenidae)
- 40. Reuzenmanta (Manta birostris & M. hamiltoni)
- 41. Oogstende termiet (Macrotermes sp.)
- 42. Zeenaaktslak (orde Nudibranchia)
- 43. Klapperdief (Birgus latro)
- 44. Vuurpad (Bombina sp.)
- 45. Hooiwagen (orde Opiliones)
- 46. Zilvervisje (Lepisma sacharina)
- 47. Pipa (Pipa sp.)
- 48. Glimworm (Lampyris noctulica)
- 49. Brughagedis (Sphenodon punctatus & S. guntheri)
- 50. Gordelmol (Chlamyphorus truncatus & C. retusus)
- 51. Spookdiertje (Tarsius sp.)
- 52. Reuzenslijkvlieg (fam. Corydalidae)
- 53. Spookkrab (Ocypode sp.)
- 54. Harlekijnboktor (Acrocinus longimanus)
- 55. Tijgerslak (Limax maximus)
- 56. Olifantkever (Megasoma elephas)
- 57. Tandbaars (onderfamilie Epinephelinae)
- 58. Zwaardvis (Xiphias gladius)
- 59. Nautilus (Nautilus sp.)
- 60. Oorgier (Torgos trachelliotus)
- 61. Zeeolifant (Mirounga angustirostris & M. leonina)
- 62. Namibische zwartlijf (fam. Tenebrionidae)
- 63. Maanvis (Mola mola)
- 64. Christmas Island-landkrab (Gecarcoidea natalis)
- 65. Sissende kakkerlak (Gromphadorhina portentosa)
- 66. Wevermier (Oecophylla longinoda & O. smaragdina)
- 67. Afrikaanse eieretende slang (Dasypeltis sp.)
- 68. Doodgraver (Nicrophorus vespillo)
- 69. Egelvis (Diodon sp.)
- 70. Degenkrab (fam. Limulidae)
- 71. Platstaartgekko (Uroplatus sp.)
- 72. Gehoornde wielwebspin (subfam. Gasteracanthidae)
- 73. Gordelstaarthagedis (Cordylus sp.)
- 74. Narwal (Monodon monoceros)

- 75. Mierspin (fam. Clubionidae & Salticidae)
- 76. Cicade (fam. Cicadidae)
- 77. Pistoolkreeftje (Alpheus sp.)
- 78. Groene boompython (Chondropython viridis)
- 79. Trekkervis (fam. Balistidae)
- 80. Panterkameleon (Chamaeleo pardalis)
- 81. Tasmaanse duivel (Sarcophilus harrisii)
- 82. Mestkever (Scarabaeus sacer, Gymnopleurus virens, Phanacus bonnariensis e.a.)
- 83. Spooksprinkhaan (Extatosoma sp.)
- 84. Lantaarndrager (fam. Fulgoridae)
- 85. Riemvis (Regalecus glesne)
- 86. Wrattenzwijn (Phacochoerus aethiopicus)
- 87. Prachthoornkikker (Ceratophrys ornata)
- 88. Helmcicade (fam. Membracidae)
- 89. Kamsalamander (Triturus cristatus)
- 90. Dennenboktor (Macrodontia cervicornis)
- 91. Pangolin (Manis sp.)
- 92. Beervlinder (fam. Arctiidae)
- 93. Rode bosmier (Formica sp.)
- 94. Walvishaai (Rhincodon typus)
- 95. Reuzenweta (Deinacrida sp.)
- 96. Wrattenbijter (Decticus verrucivorus)
- 97. Javaanse wrattenslang (Acrochordus javanicus)
- 98. Hamerkopvleermuis (Hypsignathus monstrosus)
- 99. Fregatvogel (Fregata sp.)
- 100. Grote miereneter (Myrmecophaga tridactyla)
- 101. Afrikaans stekelvarken (Hystrix cristata & H. africaeaustralis)
- 102. Schimmelwants (fam. Aradidae)
- 103. Californische pijlinktvis (Logilo opalescens)
- 104. Kniptor (fam.Elateridae)
- 105. Heremietkreeft (fam. Paguridae)
- 106. Honingmier (Myrmecocystus sp., Camponotus sp., Melophorus sp. e.a.)
- 107. Bladluis (fam. Aphidae)
- 108. Tapirvis (Gnathonemus petersii)
- 109. Zandskink (Scincus sp.)
- 110. Vogelbekdier (Ornithorhynchus anatinus)
- 111. zeepaardje (Hippocampus sp.)
- 112. Vlinderwants (fam. Flatidae)
- 113. Spitsneusslang (Oxybelis sp.)
- 114. Baardagame (Pogona sp.)
- 115. Harlekijngarnaal (Hymenocera picta)
- 116. Groene leguaan (Iguana iguana)
- 117. Gewone zeester (Asterias rubens)
- 118. Spuugbeestje (fam. Cercopidae)
- 119. Chuckwalla (Sauromalus sp.)
- 120. Bidsprinkhaankreeft (orde Stomatopoda)
- 121. Langneus-boomslang (Dryophis sp. (=Ahaetulla))
- 122. Valdeurspin (fam. Ctenizidae)
- 123. hoatzin (Opisthocomus hoatzin)
- 124. Desman (Galemys pyranaicus en G. moschata)
- 125. Pantoffelkreeft (fam. Scyllaridae)
- 126. Regenboogboa (Epicrates cenchria)
- 127. Grote hoefijzerneus (Rhinolophus ferrumquinum)
- 128. Vuurvlieg (fam. Lampyridae)
- 129. Afrikaanse longvis (Protopterus sp.)
- 130. Stermol (Condylura cristata)
- 131. Paddenwants (fam. Gelastocoridae)
- 132. Zuidelijke hoornraaf (Bucorvus leadbeateri)
- 133. Steeloogvlieg (fam. Diopsidae)
- 134. Schuttervis (Toxotes sp.)
- 135. Zeewolf (Anarrhichas lupus)
- 136. Matamata (Chelus fimbriatus)
- 137. Slijkspringer (subfam. Oxudercinae)
- 138. Goliathkever (Goliathus sp.)
- 139. Roodkeelanolis (Anolis carolinensis)
- 140. Kortstaartkameleon (Brookesia sp.)
- 141. Pijnappelskink (Tiliqua rugosa)
- 142. Savannahvaraan (Varanus exanthematicus)
- 143. Vliegende draak (Draco volans)
- 144. Gehoornde Hickoryduivel (Citheronia regalis)
- 145. Papoeaanse varaan (Varanus salvadori)
- 146. Poon (fam. Triglidae)

## Uitgestorven gedrochten
Dit zijn inmiddels uitgestorven diersoorten, voornamelijk dinosauriërs.
- 1. Tyrannosaurus rex
- 2. Archaeopteryx
- 3. Borhyaena
- 4. Apatosaurus
- 5. Euoplocephalus
- 6. Zeeschorpioen (onderklasse Eurypterida)
- 7. Stegosaurus
- 8. Oviraptor
- 9. Reuzenmoa (Dinornis maximus)
- 10. Dunkleosteus
- 11. Triceratops
- 12. Iguanodon
- 13. Allosaurus
- 14. Smilodon (Sabeltandtijger)
- 15. Tasmaanse buidelwolf (Thylacinus cynocephalus)
- 16. Hypsilophodon
- 17. Pteranodon
- 18. Pachycephalosaurus
- 19. Gallimimus
- 20. Mononykus
- 21. Wolharige mammoet (Mammuthus primigenius)
- 22. Velociraptor
- 23. Suchomimus
- 24. Edmontonia
- 25. Lambeosaurus
- 26. Parasaurolophus
- 27. Doedicurus
- 28. Coelurosauravus
- 29. Mosasaurus
- 30. Kronosaurus
- 31. Styracosaurus
- 32. Troodon
- 33. Deinosuchus
- 34. Reuzenhert (Megaloceros sp.)
- 35. Megalodon
- 36. Baryonyx
- 37. Ophthalmosaurus
- 38. Diatryma
- 39. Andrewsarchus
- 40. Dimetrodon
- 41. Quetzalcoatlus
- 42. Protoceratops
- 43. Compsognathus
- 44. Ouranosaurus

- 45. Scelidosaurus
- 46. Hesperornis
- 47. Seismosaurus
- 48. Brachiosaurus
- 49. Ceratosaurus
- 50. Colossochelys (Testudo atlas)
- 51. Megalosaurus
- 52. Deinocheirus
- 53. Gracilisuchus
- 54. Giganotosaurus
- 55. Thylacosmilus
- 56. Spinosaurus
- 57. Eustreptospondylus
- 58. Dimorphodon
- 59. Postosuchus
- 60. Libonectes
- 61. Acrocanthosaurus
- 62. Carcharodontosaurus
- 63. Amargasaurus
- 64. Basilosaurus
- 65. Saltasaurus
- 66. Trilobiet (onderstam Trilobita)
- 67. Argentavis
- 68. Brontotherium
- 69. Dilophosaurus
- 70. Pterodaustro
- 71. Platybelodon
- 72. Utahraptor
- 73. Cryolophosaurus
- 74. Cynognathus
- 75. Tarbosaurus
- 76. Shunosaurus
- 77. Homotherium
- 78. Carnotaurus
- 79. Psittacosaurus
- 80. Maiasaura
- 81. Kentrosaurus
- 82. Diplocaulus
- 83. Ornitholestes
- 84. Lystrosaurus
- 85. Herrerasaurus
- 86. Coelophysis
- 87. Deinonychus

## Giftig Gevaar
Dieren met een (meestal) dodelijk vergif; slangen en spinnen zijn rijkelijk vertegenwoordigd in deze groep.
- 1. Gabonadder (Bitis gabonica)
- 2. Kleine koraalmeerval (Plotosus lineatus)
- 3. Buldogmieren (Myrmecia sp.)
- 4. Gele haarkwal (Cyanea capillata)
- 5. Blauwgeringde octopus (Hapalochlaena sp.)
- 6. Koraalslang (Micrurus sp.)
- 7. Gilamonster (Heloderma suspectum)
- 8. Kubuskwal (Chironex, Chiropsalmus en Carukia sp.)
- 9. Zwarte weduwe (Latrodectus macatans)
- 10. Saharaschorpioen (Androctonus australis)
- 11. Braziliaanse loopspin (Phoneutria sp.)
- 12. Australische redback (Latrodectus hasselti)
- 13. Sabeltandkever (Anthia sp.)
- 14. Pijlgifkikker (Dendrobates, Phyllobates, Epipedobates en Minyobates sp.)
- 15. Leeuwvis (Pterois sp.)
- 16. Bosmeester (Lachesis muta)
- 17. Pijlstaartroggen (fam. Urolophidae en Dasyatidae)
- 18. Indiase tarantula (Poecilotheria sp.)
- 19. Steenvis (Synanceia horrida en S. verrucosa)
- 20. Krait (Bungarus sp.)
- 21. Koningscobra (Ophiophagus hannah)
- 22. Schlegels grijpstaartslang (Bothrops schlegelii)
- 23. Kegelslak (Conus sp.)
- 24. Gouden schorpioen (Leiurus quinquestriatus)
- 25. Gewone wesp (Vespula vulgaris)
- 26. Borstelworm (klasse Polychaeta)
- 27. Zeeanemoon (orde Actiniaria)
- 28. Gewone adder (Vipera berus)
- 29. Killerbee (Apis mellifera scutellata)
- 30. Sydney-trechterspin (Atrax robustus)
- 31. Reuzenmier (Paraponera clavata)
- 32. Boomslang (Dispholidus typus)
- 33. Doodsadder (Acanthophis sp.)
- 34. Zeeslang (subfam. Hydrophiinae)
- 35. Australische witstaartmuisspin (Lampona cylindrata)
- 36. Pofadder (Bitis arietans)
- 37. Ringhalscobra (Hemachatus haemachatus)
- 38. Taipan (Oxyuranus scutellatus)
- 39. Portugees oorlogsschip (Physalia sp.)
- 40. Oliekever (fam. Meloidae)
- 41. Amerikaanse reclusespin (Loxosceles reclusa)
- 42. Mulgaslang (Pseudechis australis)
- 43. Bruine slang (Pseudonaja sp.)
- 44. Zee-egel (klasse Echinoidea)
- 45. Roodbuikige zwarte slang (Pseudechis porphyriacus)

- 46. Pieterman (fam. Trachinidae)
- 47. Groene mamba (Dendroaspis angusticeps en D. viridis)
- 48. Schorpioenvis (fam. Scorpaenidae)
- 49. Zeekat (fam. Chimaeridae, Rhinochimaeridae en Callorhynchidae)
- 50. Zuid-Amerikaanse wandelende tak (Anisomorpha buprestoides)
- 51. Zaagschubadder (Echis carinatus)
- 52. Texaanse ratelslang (Crotalus atrox)
- 53. Mantellakikker (fam. Mantellidae)
- 54. Elegante sprinkhaan (Zonocerus elegans en Z. variegatus)
- 55. Neushoornadder (Bitis nasicornis)
- 56. Zwarte mamba (Dendroaspis polylepis)
- 57. Varkenshaai (Heterodontus sp.)
- 58. Kortstaartspitsmuis (Blarina sp.)
- 59. Noord-Amerikaanse kwal (Chrysaora sp.)
- 60. Kaapcobra (Naja nivea)
- 61. Tijgerslang (Notechis scutatus)
- 62. Boomadder (Atheris sp.)
- 63. Sterrekijker (Uranoscopidae sp.)
- 64. Bastschorpioen (Centruroides sp.)
- 65. Afrikaanse grottenspin (Sicarius hahnii)
- 66. Mocassinslang (Austrelaps sp.)
- 67. Oogstmier (Pogonomyrmex sp.)
- 68. Lanspuntslang (Bothrops asper, B. insularis e.a.)
- 69. Fierce snake (Oxyuranus microlepidotus)
- 70. Gele zakspin (Cheiracanthium sp.)
- 71. Zwarthalscobra (Naja nigricollis)
- 72. Brilslang (Naja naja)
- 73. Vliegende adder (Atropoides nummifer)
- 74. Australische zakspin (Missulena sp.)
- 75. Doornenkroon (Acanthaster planci)
- 76. Aspisadder (Vipera aspis)
- 77. Amerikaanse koperkop (Agkistrodon contortrix)
- 78. Dwergratelslang (Sistrurus catenatus)
- 79. Russeladder (Vipera russeli)
- 80. Platstaart (Laticauda sp.)
- 81. Woestijnschorpioen (Buthus sp.)
- 82. Watermocassinslang (Agkistrodon piscivorus)
- 83. Mangrove-achtboomslang (Boiga dendrophila)
- 84. Aziatische groefkopadder (Trimeresurus sp.)
- 85. Zeeduivel (subfam. Thalassophryninae)
- 86. Agouta (Solenodon cubanus en S. paradoxus)
- 87. Hoornadder (Cerastes cerastes)
- 88. Dikstaartschorpioen (Parabuthus sp.)
- 89. Cascaval (Crotalus durissus)
- 90. Mexicaanse korsthagedis (Heloderma horridum)

## Gruwelijke roofdieren
In deze groep zitten voornamelijk gevaarlijke vleesetende dieren, maar ook enkele planteneters die gevaarlijk kunnen zijn.
- 1. Bijlvis (Argyropelecus sp.)
- 2. Witte haai (Carcharodon carcharias)
- 3. Reuzenpijlinktvis (Architeuthis dux)
- 4. Komodovaraan (Varanus komodoensis)
- 5. Zoutwaterkrokodil (Crocodylus porosus)
- 6. Netpython (Python reticularis)
- 7. Reuzenduizendpoot (Scolopendra sp.)
- 8. Bobbitworm (Eunice aphroditois)
- 9. Zeeprik (Petromyzon marinus)
- 10. Vogelspin (Avicularia sp.)
- 11. Piranha (Serrasalmus sp.)
- 12. Anaconda (Eunectes sp.)
- 13. Addervis (Chauloides sp.)
- 14. Reuzenpad (Bufo marinus)
- 15. Huntsmanspin (Isopoda, Heteropoda e.a. sp.)
- 16. Bloedzuiger (fam. Hirudinidae)
- 17. Grondhaai (Carcharhinus leucas)
- 18. Gevlekte hyena (Crocuta crocuta)
- 19. Lintworm (Taena sp.)
- 20. Veelvraat (Gulo gulo)
- 21. Vampiervleermuis (Desmodus rotundus)
- 22. Pacifische reuzenoctopus (Enteroctopus dolfleini)
- 23. Tijgerzalm (Hydrocynus sp.)
- 24. Boa constrictor (Boa constrictor)
- 25. Tijgerpython (Python molurus)
- 26. Australische spookvleermuis (Macroderma gigas)
- 27. Gevlekte adelaarsrog (Aetobatus narinari)
- 28. Miljoenpoot (klasse Diplopoda)
- 29. Bijtschildpad (Chelydra serpentina)
- 30. Amerikaanse alligator (Alligator mississippiensis)
- 31. Antarctische jager (Catharacta antarctica)
- 32. Hamerhaai (Sphyrna sp.)
- 33. Keizerschorpioen (Pandinus imperator)
- 34. Klauwdrager (phylum Onychophora)
- 35. Bruine rat (Rattus norvegicus)
- 36. Nijlvaraan (Varanus niloticus)
- 37. Barracuda (Sphyraena sp.)
- 38. Alligatorsnoek (Atractosteus spatula)
- 39. Zeeduivel (Lophius sp.)
- 40. Zaagvis (Pristis sp.)
- 41. Grijze rifhaai (Carcharhinus amblyrhynchus)
- 42. Afrikaanse maraboe (Leptoptilos crumeniferus)
- 43. Reuzenvaraan (Varanus giganteus)
- 44. Kleine gerande oeverspin (Dolomedus fimbriatus)

- 45. Pelikaanaal (Eurypharynx en Saccopharynx sp.)
- 46. Zandhaai (Carcharius taurus)
- 47. Snoek (Esox lucius)
- 48. Nijlkrokodil (Crocodylus niloticus)
- 49. Neushaai (Mitsukurina owstoni)
- 50. Mexicaanse rode tarantula (Brachypelma smithii)
- 51. Budgettkikker (Lepidobatrachus laevis)
- 52. Afrikaanse Citharischius-spin (Citharischius crawshayi)
- 53. Tijgerhaai (Galeocerdo cuvier)
- 54. Hermelijn (Mustela erminea)
- 55. Slijmprik (fam. Mixinidae)
- 56. Wolfspin (Pardosa sp.)
- 57. Mako (Isurus oxyrinchus en I. paucus)
- 58. Zee-engel (Squatina sp.)
- 59. Wobbegong (fam. Orectolobidae)
- 60. Alligatorschildpad (Marcoclemys temminckii)
- 61. Europese meerval (Silurus glanis)
- 62. Afrikaanse buffel (Syncerus caffer caffer)
- 63. Zeekat Inktvis (fam. Sephiidae)
- 64. Zeeluipaard (Hydrurga leptonyx)
- 65. Wild zwijn (Sus scrofa)
- 66. Gaviaal (Gavialis gangeticus)
- 67. Raaf (Corvus corax)
- 68. Roodwitte celspin (Dysdera crocata)
- 69. Grizzlybeer (Ursus arctos teribilis)
- 70. Kongeraal (Conger conger)
- 71. Midden-Amerikaanse jachtspin (Cypiennius sp.)
- 72. Goudwesp (fam. Scoliidae)
- 73. Staartloze zweepschorpioen (suborde Amblypygi)
- 74. Voelsprietvis (Antennarius sp.)
- 75. Kasuaris (fam. Casuariidae)
- 76. Nijlpaard (Hippopotamus amphibius)
- 77. Padhagedis (Phrynosoma solare)
- 78. Ratel (Mellivora capensis)
- 79. Caribische rifhaai (Carcharhinus perezi)
- 80. Nerts (Mustela vison en M. lutreola)
- 81. Groene boomboa (Corallus canina)
- 82. Harpij-arend (Harpia harpyja)
- 83. Lammergier (Gypaetus barbatus)
- 84. Sidderrog (fam. Torpedinidae)
- 85. Gestreepte hyena (Hyaena hyaena)
- 86. Muskusschildpad (Sternotherus sp.)

## Kleine Kwelgeesten
In deze groep zitten haast uitstuitend geleedpotigen, met name insecten.
- 1. Bidsprinkhaan (Mantis religiosa)
- 2. Geelgerande waterroofkever (Dytiscus marginalis)
- 3. hoornaar (Vespa cabro)
- 4. Huisspin (Teganaria domestica, T. parietina, T. gigantea e.a.)
- 5. Tseetseevlieg (Glossina sp.)
- 6. Peucetida viridans
- 7. Purperslak (Nucella lapillus)
- 8. Glazenmaker (Aeshna sp.)
- 9. Mierenleeuw (fam. Myrmeleonidae)
- 10. Rupsendoder (Ammpohila sp.)
- 11. Huisstofmijt (Dermatophagoides sp.)
- 12. Jufferroofwants (fam. Nabidae)
- 13. Bedwants (Cimex lectularius)
- 14. Trekmier (Eciton burchelli)
- 15. Malariamug (Anopheles sp.)
- 16. Woestijnsprinkhaan (Schistocerca gregaria)
- 17. Kakkerlak (Blatta, Blatella en Periplaneta sp.)
- 18. Netwerpende spin (Dinopis sp.)
- 19. Reuzenwaterwants (fam. Belostomatidae)
- 20. Mensenluis (Pediculus humanus en Phtirus pubis)
- 21. Pestvlo (Xenopsylla cheopsis e.a.)
- 22. Eekhoornvlinder (Staurophagus fagi)
- 23. Runderdaas (Tabanus bovinus)
- 24. Empusa (Empusa sp.)
- 25. Vuurmier (Solenopsis invicta en S. richteri)
- 26. Bijenroofwants (Apiomerus sp.)
- 27. Doodshoofdvlinder (Acherontia atropos)
- 28. Bolaspin (Mastophora, Cladomelea e.a. sp.)
- 29. Schurftmijt (Sarcoptes scabiei)
- 30. Mierwesp (fam. Mutillidae)
- 31. Waterschorpioen (fam. Nepidae)
- 32. Schaatsenrijder (Gerris sp.)
- 33. Coloradokever (Leptinotarsa decemlineata)
- 34. Lijmspuiter (Scytodes thoracica)
- 35. Chagas-wants (Triatoma, Panstrongylus en Rhodnius sp.)
- 36. Grote hermelijnvlinder (Cervula vinula)
- 37. Reuzenwielspin (Nephila sp.)
- 38. Sluipwesp (Subfam. Rhyssinae e.a.)
- 39. Drooghouttermieten (fam. Kalotermittidae)
- 40. Kriebelmug (fam. Simuliidae)
- 41. Schildteek (fam. Ixodidae)
- 42. Zonnespin (orde Solifugae)
- 43. Bromvlieg (Calliphora vomitoria)
- 44. Amerikaanse springspin (fam. Salticidae)
- 45. Bijenwolf (Philanthus triangulum)

- 46. Spijkerwormvlieg (Chrysomya bezziana en Cochliomyia hominivorax)
- 47. Oogstmijtlarve (Trombicula en Eutrombicula sp.)
- 48. Landbloedzuiger (fam. Heamadipsidae e.a.)
- 49. Stinkwants (fam. Pentatomidae)
- 50. Hangmatspin (fam. Linyphiidae)
- 51. Roofzuchtige sabelsprinkhaan (subfam. Saginae)
- 52. Waterspin (Argyroneta aquatica)
- 53. Aziatische boktor (Anolophora glabripennis)
- 54. Krabspin (fam. Thomisidae)
- 55. Gepantserde veldsprinkhaan (subfam. Hetrodinae)
- 56. Schorpioenvlieg (fam. Panorpidae)
- 57. Kortschildkever (fam. Stanphylinidae)
- 58. Dauwdruppelspin (Argyrodes sp.)
- 59. Horzel (fam. Destridae)
- 60. Zandvlo (Tunga penetrans)
- 61. Papierwesp (Polybia, Polistes, Melanogaster e.a. sp.)
- 62. Spinnende waterkever (Hydrophilus sp.)
- 63. Spinnendoder (subfam. Pepsinae)
- 64. Acaciamier (Pseudomyrmex ferruginea)
- 65. Bidwants (fam. Phymatidae)
- 66. Pijlkrab (Stenorhynchus sp.)
- 67. Krekelkiller (Sphecius speciosus)
- 68. Wegwesp (subfam. Pompilinae)
- 69. Dolkwesp (fam. Tiphiidae)
- 70. Aardspin (fam. Atypidae)
- 71. zweefvlieg (fam. Syrphidae)
- 72. Afrikaanse trekmier (Dorylus sp.)
- 73. Groene gaasvlieg (fam. Chrysopidae)
- 74. Amerikaanse zwartlijf (Eleodes longicollis)
- 75. Spinneneter (fam. Mimetidae)
- 76. Bastaardschorpioen (orde Pseudoscorpiones)
- 77. Landbewonende platworm (orde Tricladida)
- 78. Violette loopkever (Carabus violaceus)
- 79. Amazonemier (Polyergus sp.)
- 80. Groene zandloopkever (Cicindela campestris)
- 81. Roofvlieg (fam. Asilidae)
- 82. Sprinkhaanmuis (Onychomys torridus, O. leucogaster en O. arenicola)
- 83. Portiaspin (Portia sp.)
- 84. Grijze vleesvlieg (fam. Sarcophagidae)
- 85. Koekoekswesp (fam. Chrysididae)
- 86. Dansvlieg (fam. Empididae)
- 87. Luisvlieg (fam. Hippoboscidae)
- 88. Kameelhalsvlieg (fam. Raphidiidae)
- 89. Blaaskopvlieg (fam. Conopidae)

## Magische Monsters
Hierin bevinden zich wezens uit folklore en de mythologie.
- 1. Rok
- 2. Cerberus
- 3. Chimaera
- 4. Weerwolf
- 5. Mantichora
- 6. Trol
- 7. Bunyip
- 8. Harpij
- 9. Graaf Dracula (uit Dracula)
- 10. Dondervogel
- 11. Nemeïsche leeuw
- 12. Gargantua
- 13. Leviathan
- 14. Tengu
- 15. Basilisk
- 16. Lambtonworm
- 17. Zwarte hond
- 18. Het monster van Frankenstein (uit Frankenstein)
- 19. Het monster van Loch Ness
- 20. Mummie
- 21. Chupacabra
- 22. Gorgon
- 23. Schorpioenwezen
- 24. Sfinx
- 25. Mothman
- 26. Owlman
- 27. Bigfoot
- 28. Hydra
- 29. Griffioen
- 30. Minotaurus
- 31. Typhon
- 32. Gevleugelde draak
- 33. Mr. Hyde (uit Dr. Jekyll and Mr. Hyde)
- 34. Baba-Yaga
- 35. Cycloop
- 36. Sleipnir
- 37. Formorianen
- 38. Mongoolse doodsworm
- 39. Mokele-mbembe
- 40. Mngwa
- 41. Weertijger
- 42. Fenrir
- 43. Beestmens (uit The Island of Dr. Moreau)

- 44. Kraak
- 45. Camazotz
- 46. Ogopogo
- 47. Scylla
- 48. Nuckelavee
- 49. Ghoul
- 50. Wendigo
- 51. Jersey-duivel
- 52. Grendel (uit Beowulf)
- 53. Mierenmens
- 54. Stymphalische vogel
- 55. Talos
- 56. Huitzilopochtli
- 57. Hopkinsville-kobold
- 58. Nandibeer
- 59. Yeti
- 60. Boeman
- 61. Skunk-aap
- 62. Tarasque
- 63. Ork (uit In de Ban van de Ring)
- 64. Gogmagog
- 65. Ctulhu (uit The Call of Ctulhu')
- 66. Tokoloshe
- 67. Golem
- 68. Yowie
- 69. Jörmungand
- 70. Peryton
- 71. Zwijn van Erymanthus
- 72. Oni
- 73. Azhi Dahaka
- 74. Sneeuwbruid
- 75. Kongamato
- 76. Aliens
- 77. Meermin
- 78. Reptoid alien
- 79. Springvoet Jack
- 80. Geitenman
- 81. Cronus
- 82. Catoblepas
- 83. Sekhmet
- 84. Thetis-meermonster
- 85. Morgawr
- 86. Pechduiveltje